# Szeroka (gmina)

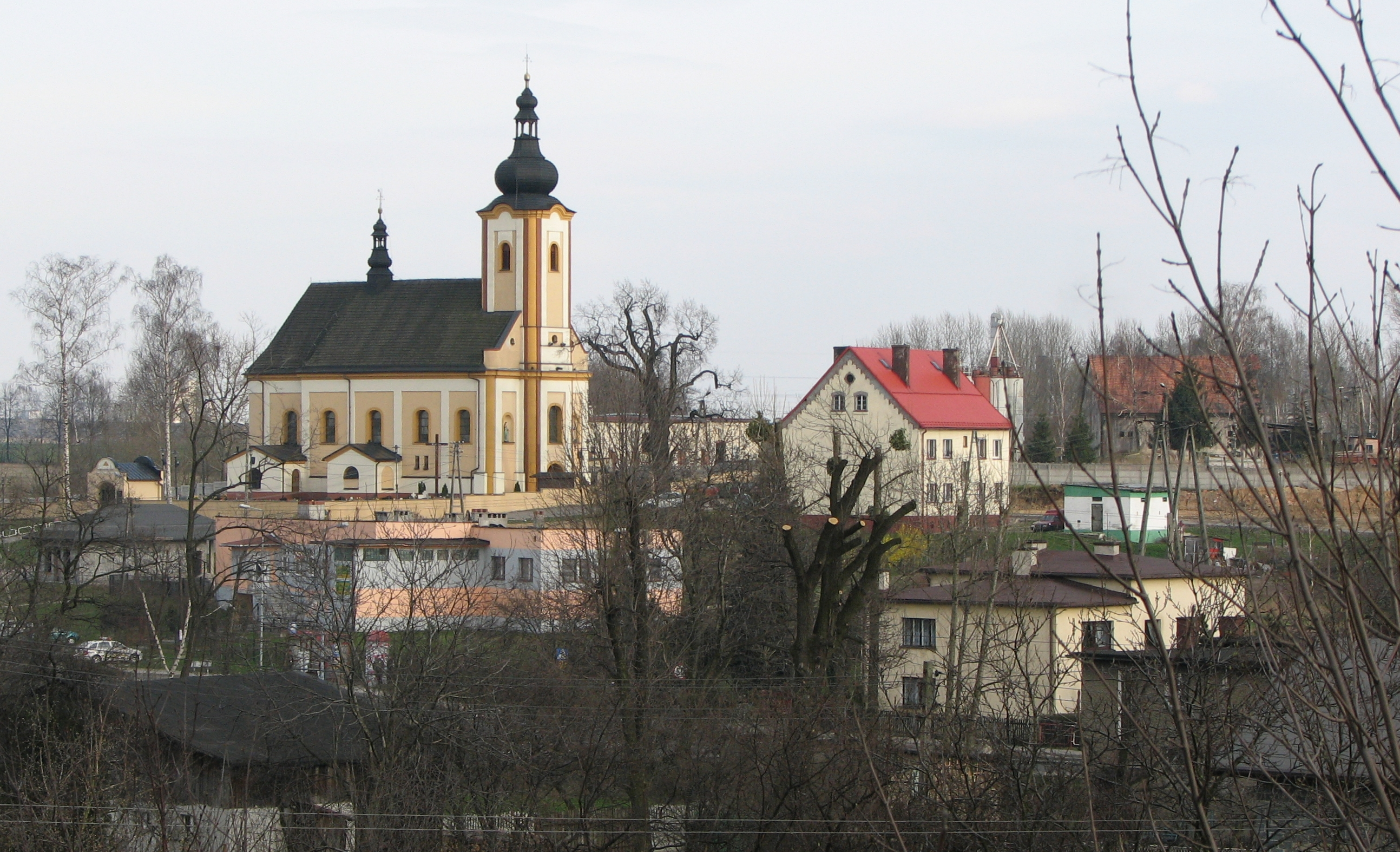
Szeroka

Szeroka – dawna gmina wiejska istniejąca w latach 1973–1975 w woj. katowickim. Siedzibą władz gminy była Szeroka (obecnie sołectwo Jastrzębia-Zdroju).
Gmina (zbiorowa) Szeroka została utworzona 1 stycznia 1973 w powiecie rybnickim w woj. katowickim W jej skład weszły sołectwa Borynia, Skrzeczkowice i Szeroka.
27 maja 1975 jednostka została zniesiona, a jej obszar (wraz z obszarem gminy Ruptawa) włączony do Jastrzębia-Zdroju w powiecie wodzisławskim.